# Maria Szałajda
Maria Szałajda (ur. 31 marca 1939 w Rymanowie) – polska rolniczka, poseł na Sejm PRL VII kadencji.

## Życiorys
Ukończyła Zaoczne Technikum Rolniczo-Łąkarskie w Przemyślu. Następnie była instruktorką gospodarstwa domowego w Powiatowym Związku Kółek Rolniczych w Sanoku jako, a potem powiatową instruktorką Kół Gospodyń Wiejskich tego PZKR. Po reorganizacji powiatów pracowała w PZKR w Krośnie. W 1975 zrezygnowała z pracy zawodowej i rozpoczęła prowadzenie gospodarstwa rolnego, ukierunkowanego na hodowlę bydła. Działała w Zjednoczonym Stronnictwie Ludowym, Towarzystwie Przyjaciół Dzieci i Gminnej Radzie Kobiet. W 1976 uzyskała mandat posła na Sejm PRL w okręgu Krosno. Zasiadała w Komisji Przemysłu Lekkiego oraz w Komisji Zdrowia i Kultury Fizycznej.